# 国際連合安全保障理事会決議の一覧 (1101-1200)
| 決議 | 日付           | 投票        | 備考                                                                                         | 文書リンク              |
| --- | -------------- | ----------- | -------------------------------------------------------------------------------------------- | ----------------------- |
| 1997年安全保障理事会理事国 · 中国 フランス ロシア イギリス アメリカ合衆国 · チリ コスタリカ エジプト ギニアビサウ 日本 ケニア 韓国 ポーランド ポルトガル スウェーデン     |                |             |                                                                                              |                         |
| 1101 | 1997年3月28日  | 採択 14-0-1 | アルバニア暴動への多国籍軍派遣について                                                       | 原文 ウィキソース(英語) |
| 1102 | 1997年3月31日  | 全会一致    | 第三次国際連合アンゴラ検証団の活動期限延長                                                   | 原文 ウィキソース(英語) |
| 1103 | 1997年3月31日  | 全会一致    | 国際連合ボスニア・ヘルツェゴヴィナ・ミッションの強化                                         | 原文 ウィキソース(英語) |
| 1104 | 1997年4月8日   | 全会一致    | 旧ユーゴスラビア国際戦犯法廷の判事指名                                                       | 原文 ウィキソース(英語) |
| 1105 | 1997年4月9日   | 全会一致    | 国際連合予防展開軍の軍備削減の中断                                                           | 原文 ウィキソース(英語) |
| 1106 | 1997年4月16日  | 全会一致    | 第三次国際連合アンゴラ検証団の活動期限延長                                                   | 原文 ウィキソース(英語) |
| 1107 | 1997年5月16日  | 全会一致    | 国際連合ボスニア・ヘルツェゴヴィナ・ミッションの警察官増員                                   | 原文 ウィキソース(英語) |
| 1108 | 1997年5月22日  | 全会一致    | 国際連合西サハラ住民投票ミッションの活動期限延長                                             | 原文 ウィキソース(英語) |
| 1109 | 1997年5月28日  | 全会一致    | 国際連合兵力引き離し監視軍の活動期限延長                                                     | 原文 ウィキソース(英語) |
| 1110 | 1997年5月28日  | 全会一致    | 国際連合予防展開軍の活動期限延長                                                             | 原文 ウィキソース(英語) |
| 1111 | 1997年6月4日   | 全会一致    | 石油食料交換プログラムの活動期限延長                                                         | 原文 ウィキソース(英語) |
| 1112 | 1997年6月12日  | 全会一致    | カルロス・ウェストエンドをボスニア・ヘルツェゴビナ上級代表に任命                             | 原文 ウィキソース(英語) |
| 1113 | 1997年6月12日  | 全会一致    | 国際連合タジキスタン監視団の活動期限延長                                                     | 原文 ウィキソース(英語) |
| 1114 | 1997年6月19日  | 採択 14-0-1 | アルバニアに派遣された多国籍軍の活動期限延長                                                 | 原文 ウィキソース(英語) |
| 1115 | 1997年6月21日  | 全会一致    | イラクの国際連合大量破壊兵器廃棄特別委員会査察拒否について                                   | 原文 ウィキソース(英語) |
| 1116 | 1997年6月27日  | 全会一致    | 国際連合リベリア監視団の活動期限延長                                                         | 原文 ウィキソース(英語) |
| 1117 | 1997年6月27日  | 全会一致    | 国際連合キプロス平和維持軍の活動期限延長                                                     | 原文 ウィキソース(英語) |
| 1118 | 1997年6月30日  | 全会一致    | 国際連合アンゴラ監視団の設置について                                                         | 原文 ウィキソース(英語) |
| 1119 | 1997年7月14日  | 全会一致    | 国際連合プレヴラカ監視団の活動期限延長                                                       | 原文 ウィキソース(英語) |
| 1120 | 1997年7月14日  | 全会一致    | 国際連合東スラヴォニア・バラニャおよび西スレム暫定統治機構の活動期限延長                     | 原文 ウィキソース(英語) |
| 1121 | 1997年7月22日  | 全会一致    | ダグ・ハマーショルド記章の制定                                                               | 原文 ウィキソース(英語) |
| 1122 | 1997年7月29日  | 全会一致    | 国際連合レバノン暫定駐留軍の活動期限延長                                                     | 原文 ウィキソース(英語) |
| 1123 | 1997年7月30日  | 全会一致    | 国際連合ハイチ暫定ミッションの設立について                                                   | 原文 ウィキソース(英語) |
| 1124 | 1997年7月31日  | 全会一致    | 国際連合グルジア監視団の活動期限延長                                                         | 原文 ウィキソース(英語) |
| 1125 | 1997年8月6日   | 全会一致    | 中央アフリカにおけるバンギ協定履行アフリカ監視団の活動継続の許可                             | 原文 ウィキソース(英語) |
| 1126 | 1997年8月27日  | 全会一致    | 旧ユーゴスラビア国際戦犯法廷のセルビチ事件の終結について                                     | 原文 ウィキソース(英語) |
| 1127 | 1997年8月28日  | 全会一致    | ルサカ議定書を遵守しないアンゴラ全面独立民族同盟に対する制裁                                 | 原文 ウィキソース(英語) |
| 1128 | 1997年9月12日  | 全会一致    | 国際連合タジキスタン監視団の活動期限延長                                                     | 原文 ウィキソース(英語) |
| 1129 | 1997年9月12日  | 採択 14-0-1 | 石油食料交換プログラムの活動期限延長                                                         | 原文 ウィキソース(英語) |
| 1130 | 1997年9月29日  | 全会一致    | アンゴラ全面独立民族同盟に対する制裁の停止                                                   | 原文 ウィキソース(英語) |
| 1131 | 1997年9月29日  | 全会一致    | 国際連合西サハラ住民投票ミッションの活動期限延長                                             | 原文 ウィキソース(英語) |
| 1132 | 1997年10月8日  | 全会一致    | シエラレオネの紛争に対する制裁                                                               | 原文 ウィキソース(英語) |
| 1133 | 1997年10月20日 | 全会一致    | 国際連合西サハラ住民投票ミッションの活動期限延長                                             | 原文 ウィキソース(英語) |
| 1134 | 1997年10月23日 | 採択 10-0-5 | イラクの国際連合大量破壊兵器廃棄特別委員会査察拒否について                                   | 原文 ウィキソース(英語) |
| 1135 | 1997年10月29日 | 全会一致    | 国際連合アンゴラ監視団の活動期限延長                                                         | 原文 ウィキソース(英語) |
| 1136 | 1997年11月6日  | 全会一致    | 中央アフリカにおけるバンギ協定履行アフリカ監視団の活動継続の許可                             | 原文 ウィキソース(英語) |
| 1137 | 1997年11月12日 | 全会一致    | 国際連合大量破壊兵器廃棄特別委員会査察拒否をうけ、イラクに対して制裁を課す                   | 原文 ウィキソース(英語) |
| 1138 | 1997年11月14日 | 全会一致    | 国際連合タジキスタン監視団の活動期限延長                                                     | 原文 ウィキソース(英語) |
| 1139 | 1997年11月21日 | 全会一致    | 国際連合兵力引き離し監視軍の活動期限延長                                                     | 原文 ウィキソース(英語) |
| 1140 | 1997年11月28日 | 全会一致    | 国際連合予防展開軍の活動期限延長                                                             | 原文 ウィキソース(英語) |
| 1141 | 1997年11月28日 | 全会一致    | 国際連合ハイチ暫定ミッションの活動期限延長                                                   | 原文 ウィキソース(英語) |
| 1142 | 1997年12月4日  | 全会一致    | 国際連合予防展開軍の活動期限延長、撤収開始                                                   | 原文 ウィキソース(英語) |
| 1143 | 1997年12月4日  | 全会一致    | 石油食料交換プログラムの活動期限延長                                                         | 原文 ウィキソース(英語) |
| 1144 | 1997年12月19日 | 全会一致    | 国際連合ボスニア・ヘルツェゴヴィナ・ミッションの活動期限延長                                 | 原文 ウィキソース(英語) |
| 1145 | 1997年12月19日 | 全会一致    | 国際連合文民警察サポート・グループの設置について                                             | 原文 ウィキソース(英語) |
| 1146 | 1997年12月23日 | 全会一致    | 国際連合キプロス平和維持軍の活動期限延長                                                     | 原文 ウィキソース(英語) |
| 1998年安全保障理事会理事国 · 中国 フランス ロシア イギリス アメリカ合衆国 · ブラジル バーレーン コスタリカ ガボン ガンビア 日本 ケニア ポルトガル スロベニア スウェーデン |                |             |                                                                                              |                         |
| 1147 | 1998年1月13日  | 全会一致    | 国際連合プレヴラカ監視団の活動期限延長                                                       | 原文 ウィキソース(英語) |
| 1148 | 1998年1月26日  | 全会一致    | 西サハラの情勢について                                                                       | 原文 ウィキソース(英語) |
| 1149 | 1998年1月27日  | 全会一致    | 国際連合アンゴラ監視団の活動期限延期                                                         | 原文 ウィキソース(英語) |
| 1150 | 1998年1月30日  | 全会一致    | 国際連合グルジア監視団の活動期限延期                                                         | 原文 ウィキソース(英語) |
| 1151 | 1998年1月30日  | 全会一致    | 国際連合レバノン暫定駐留軍の活動期限延長                                                     | 原文 ウィキソース(英語) |
| 1152 | 1998年2月5日   | 全会一致    | 中央アフリカにおけるバンギ協定履行アフリカ監視団の活動継続の許可                             | 原文 ウィキソース(英語) |
| 1153 | 1998年2月20日  | 全会一致    | イラクに対する人道支援の提供                                                                 | 原文 ウィキソース(英語) |
| 1154 | 1998年3月2日   | 全会一致    | イラクに対して国際連合大量破壊兵器廃棄特別委員会査察受け入れを要請                           | 原文 ウィキソース(英語) |
| 1155 | 1998年3月16日  | 全会一致    | 中央アフリカにおけるバンギ協定履行アフリカ監視団の活動継続の許可                             | 原文 ウィキソース(英語) |
| 1156 | 1998年3月16日  | 全会一致    | シエラレオネに対する石油禁輸制裁解除                                                         | 原文 ウィキソース(英語) |
| 1157 | 1998年3月20日  | 全会一致    | アンゴラ全面独立民族同盟に対するルサカ議定書の遵守要請                                       | 原文 ウィキソース(英語) |
| 1158 | 1998年3月25日  | 全会一致    | 石油食料交換プログラムの活動期限延長                                                         | 原文 ウィキソース(英語) |
| 1159 | 1998年3月27日  | 全会一致    | 国際連合中央アフリカ共和国ミッションの設立                                                   | 原文 ウィキソース(英語) |
| 1160 | 1998年3月31日  | 採択 14-0-1 | コソボ情勢について、ユーゴスラビアに対する武器の輸出禁止                                     | 原文 ウィキソース(英語) |
| 1161 | 1998年4月9日   | 全会一致    | ルワンダの武器輸出規制に関する決議違反の調査再開                                             | 原文 ウィキソース(英語) |
| 1162 | 1998年4月17日  | 全会一致    | シエラレオネへ軍事連絡要員と安全保障顧問の派遣                                               | 原文 ウィキソース(英語) |
| 1163 | 1998年4月17日  | 全会一致    | 国際連合西サハラ住民投票ミッションの活動期限延長                                             | 原文 ウィキソース(英語) |
| 1164 | 1998年4月29日  | 全会一致    | 国際連合アンゴラ監視団の活動期限延長                                                         | 原文 ウィキソース(英語) |
| 1165 | 1998年4月30日  | 全会一致    | ルワンダ国際戦犯法廷の第3裁判部設置について                                                  | 原文 ウィキソース(英語) |
| 1166 | 1998年5月13日  | 全会一致    | 旧ユーゴスラビア国際戦犯法廷の第3裁判部設置について                                          | 原文 ウィキソース(英語) |
| 1167 | 1998年5月14日  | 全会一致    | 国際連合タジキスタン監視団の活動期限延長                                                     | 原文 ウィキソース(英語) |
| 1168 | 1998年5月21日  | 全会一致    | 国際連合国際警察タスク・フォースの強化                                                       | 原文 ウィキソース(英語) |
| 1169 | 1998年5月27日  | 全会一致    | 国際連合兵力引き離し監視軍の活動期限延長                                                     | 原文 ウィキソース(英語) |
| 1170 | 1998年5月28日  | 全会一致    | アフリカの紛争防止と平和と安全保障について                                                   | 原文 ウィキソース(英語) |
| 1171 | 1998年6月5日   | 全会一致    | シエラレオネ政府に対する武器輸出制限解除。旧政権及び革命統一戦線の指導者メンバの渡航禁止措置 | 原文 ウィキソース(英語) |
| 1172 | 1998年6月6日   | 全会一致    | インドとパキスタンの核実験を非難                                                             | 原文 ウィキソース(英語) |
| 1173 | 1998年6月12日  | 全会一致    | アンゴラ全面独立民族同盟に対する追加制裁                                                     | 原文 ウィキソース(英語) |
| 1174 | 1998年6月15日  | 全会一致    | 国際連合ボスニア・ヘルツェゴヴィナ・ミッションの活動期限延長                                 | 原文 ウィキソース(英語) |
| 1175 | 1998年6月19日  | 全会一致    | 石油輸出量を増やすための設備をイラクへ輸出することを許可                                     | 原文 ウィキソース(英語) |
| 1176 | 1998年6月24日  | 全会一致    | アンゴラ全面独立民族同盟に対する制裁発動の期限について                                       | 原文 ウィキソース(英語) |
| 1177 | 1998年6月26日  | 全会一致    | エチオピア・エリトリア国境紛争について                                                       | 原文 ウィキソース(英語) |
| 1178 | 1998年6月29日  | 全会一致    | 国際連合キプロス平和維持軍の活動期限延長                                                     | 原文 ウィキソース(英語) |
| 1179 | 1998年6月29日  | 全会一致    | キプロス紛争の和平について                                                                   | 原文 ウィキソース(英語) |
| 1180 | 1998年6月29日  | 全会一致    | 国際連合アンゴラ監視団の活動期限延長。軍事部門の撤収を再開                                   | 原文 ウィキソース(英語) |
| 1181 | 1998年7月13日  | 全会一致    | 国際連合シエラレオネ監視団の設置について                                                     | 原文 ウィキソース(英語) |
| 1182 | 1998年7月14日  | 全会一致    | 国際連合中央アフリカ共和国ミッションの活動期限延長                                           | 原文 ウィキソース(英語) |
| 1183 | 1998年7月15日  | 全会一致    | 国際連合プレヴラカ監視団の活動期限延長                                                       | 原文 ウィキソース(英語) |
| 1184 | 1998年7月16日  | 全会一致    | UNMIBHにボスニア・ヘルツェゴヴィナの裁判のモニタリング任務を追加                             | 原文 ウィキソース(英語) |
| 1185 | 1998年7月20日  | 全会一致    | 国際連合西サハラ住民投票ミッションの活動期限延長                                             | 原文 ウィキソース(英語) |
| 1186 | 1998年7月21日  | 全会一致    | 国際連合予防展開軍の活動期限延長                                                             | 原文 ウィキソース(英語) |
| 1187 | 1998年7月30日  | 全会一致    | 国際連合グルジア監視団の活動期限延長                                                         | 原文 ウィキソース(英語) |
| 1188 | 1998年7月30日  | 全会一致    | 国際連合レバノン暫定駐留軍の活動期限延長                                                     | 原文 ウィキソース(英語) |
| 1189 | 1998年8月13日  | 全会一致    | アメリカ大使館爆破事件を非難                                                                 | 原文 ウィキソース(英語) |
| 1190 | 1998年8月13日  | 全会一致    | 国際連合アンゴラ監視団の活動期限延長                                                         | 原文 ウィキソース(英語) |
| 1191 | 1998年8月27日  | 全会一致    | 旧ユーゴスラビア国際戦犯法廷の判事推薦                                                       | 原文 ウィキソース(英語) |
| 1192 | 1998年8月27日  | 全会一致    | パンアメリカン航空103便爆破事件の容疑者2名の刑事裁判準備                                     | 原文 ウィキソース(英語) |
| 1193 | 1998年8月28日  | 全会一致    | アフガニスタン内戦について                                                                   | 原文 ウィキソース(英語) |
| 1194 | 1998年9月9日   | 全会一致    | 国際連合大量破壊兵器廃棄特別委員会とIAEAの査察協力を中止したイラクを非難                     | 原文 ウィキソース(英語) |
| 1195 | 1998年9月15日  | 全会一致    | 国際連合アンゴラ監視団の活動期限延長                                                         | 原文 ウィキソース(英語) |
| 1196 | 1998年9月16日  | 全会一致    | アフリカにおける武器禁輸の監視                                                               | 原文 ウィキソース(英語) |
| 1197 | 1998年9月18日  | 全会一致    | 国連とアフリカ統一機構の協力について                                                         | 原文 ウィキソース(英語) |
| 1198 | 1998年9月18日  | 全会一致    | 国際連合西サハラ住民投票ミッションの活動期限延長                                             | 原文 ウィキソース(英語) |
| 1199 | 1998年9月23日  | 採択 14-0-1 | コソボ紛争について                                                                           | 原文 ウィキソース(英語) |
| 1200 | 1998年9月30日  | 全会一致    | ルワンダ国際戦犯法廷の判事推薦                                                               | 原文 ウィキソース(英語) |